# 伊丹産業
伊丹産業株式会社（いたみさんぎょう、英称：ITAMI SANGYO Co.,LTD.）は、兵庫県伊丹市に本社を置く、主にガス・石油・米・携帯・電気の販売をおこなう企業である。

## 概要
創業者の北嶋政次が、1948年（昭和23年）に伊丹で食糧公団による米穀輸送と保管倉庫業の請負を発端として、主要食糧の集荷と製粉業を軸に事業を開始。米穀業者として事業を開始したこともあり、米のみならず燃料を扱うことが出来たことから、木炭・加工炭などの固型燃料を経て、1958年（昭和33年）よりLPガスの販売を開始し、生活エネルギー供給事業へと展開してゆく。
LPガスの供給販売を軸に、ENEOS（旧東燃ゼネラル石油）・出光興産（旧昭和シェル石油）の代理店として兵庫・大阪・京都・滋賀の各府県内におけるガソリンスタンドの経営、都市ガス事業や、同社の創業当初からの米穀の集荷及び精米販売の他、ソフトバンク・auの携帯電話の販売を行っている。かつては、ボルボ・カーズの販売をヤナセから譲り受け、輸入車販売を行っていた。
2010年（平成22年）には、デザイナーの佐藤可士和がデザインした、赤と白のカラーリングをベースにした、取っ手やチャックのついた米袋に入った「伊丹米」がグッドデザイン賞に選ばれている。

## 沿革
- 1948年（昭和23年）1月15日 - 米穀輸送と保管倉庫業の請負を発端として設立。
- 1986年（昭和61年）3月 - 電話回線利用のLPガス集中監視システム「ACU24」のサービスを開始。
- 1997年（平成9年） - 伊丹精米工場を新設。
- 2001年（平成13年）7月 - 西脇市の市営ガス事業を継承[3]。
- 2005年（平成17年） - 千葉精米工場を新設。
- 2006年（平成18年） - 埼玉精米工場を新設。
- 2007年（平成19年） - モバイル事業部発足。
- 2009年（平成21年）1月 - 有馬温泉への都市ガス供給を行う。
- 2013年（平成25年）4月 - 子会社の篠山都市ガスとともに福知山市の市営ガス事業を継承。

## 事業部
ガス事業部
ガソリンスタンドや都市ガス・LPガス事業などを行う。電気にも参入。
石油事業部
ガソリンや灯油の販売などを行う。
米穀事業部
米穀の精米や販売、伊丹米の生産と販売を行う。
モバイル事業部
ソフトバンク・Y!mobile・au・UQモバイルの携帯電話の販売などを行う。

## スポンサー活動
同社が本社を置く兵庫県のUHF局、サンテレビでテレビCMが放送されている。なお放映されるテレビCMは、同社の販売する「伊丹米」のCMが基本となっている。近年は同社のウェブサイトでCMが見られるようになっているため、テレビでの放送回数は減少している。また2000年（平成12年）から2002年（平成14年）頃まで、朝日放送（ABCテレビ）で平日朝に放送されている「おはよう朝日です」にスポンサーとして参加していたこともある。また、2000年代後半から2011年度頃にかけてはytv（読売テレビ）にも「情報ライブ ミヤネ屋」の曜日別スポンサーの一社として15時台のローカルセール枠に提供していた。ラジオCMも朝日放送ラジオなどで放送している。

この他、阪急バスの尼崎線（56系統 阪急川西能勢口 - 阪神尼崎）の車内放送でもCMが流れている（本社最寄りの停留所は「南本町一丁目」、精米工場最寄りの停留所は「卸売市場前」）。